# Пегас (космический аппарат)
Программа Пегас — три американских спутника, запущенных в 1965 году для изучения частоты воздействия микрометеоритов на космические корабли. Все три спутника Пегас были запущены ракетой Сатурн I, и оставались соединёнными со своими верхними ступенями.
Спутник Пегас был назван в честь крылатого коня из древнегреческой мифологии и впервые поднят в космос ракетой НАСА Сатурн I 16 февраля 1965 года. Как и персонаж древнегреческой мифологии, спутник Пегас был известен своей парой «крыльев» по 96 футов (29 м) длиной, 14-футов (4,3 м) шириной — массив из 104 панелей, оснащённых датчиками для обнаружения проколов микрометеоритами на больших высотах в поддержку программы Аполлон, для осуществления пилотируемых лунных посадочных миссий, начиная с 1970 года. Считалось, что микрометеориты потенциально опасны для экипажа Аполлона, так как они могли пробить обшивку космического аппарата. Датчики успешно измеряли частоту, размер, направление и проникновение десятков микрометеоритов. Спутники также имели образцы защитных экранов, установленных на массивах.
Космический центр Маршалла НАСА отвечал за разработку, производство и эксплуатацию трех спутников Пегас, которые были запущены ракетой Сатурн I в 1965 году. После отсоединения первой ступени и зажигания второй ступени, система аварийного спасения была выброшена за борт. Когда вторая ступень достигла орбиты, макет командно-служебного модуля массой в 10000 фунтов был отведен на отдельную орбиту. И затем, с помощью мотора, Пегас расправил свои панели, похожие на крылья (каждая 29 м длиной). Таким образом, «крылья» Пегаса остались прикреплены ко второй ступени Сатурн I, как и планировалось.
Телевизионная камера, установленная на внутренней части адаптера служебного модуля, как один историк написал, «захватила изображение мрачных тихих крыльев Пегаса». Спутник проверил более 2300 квадратных футов (210 м²) инструментальной поверхности различной толщины — вплоть до 0,016 дюйма (0,41 мм).
Эрнст Штюлингер, бывший тогда директором лаборатории исследовательских проектов космического центра Маршалла, отметил, что все три спутника проекта Пегас обеспечили больше, чем просто сбор данных о микрометеоритных проникновениях. Учёные также смогли собрать данные о гироскопических движениях и орбитальных характеристиках твердых тел в космосе, времени жизни электронных компонентов и систем терморегулирования в космическом пространстве и влиянии космоса на термозащитные покрытия. Историк Роджер Бильштайн сообщил, что для физиков проект Пегас предоставил информацию о радиационных условиях космоса, радиационных поясах Ван Аллена и других явлениях.

## Орбиты
- Пегас 1
  - Запуск: 16 Февраля 1965
  - Ракета-носитель: A-103
  - Наклонение орбиты: 31,7°
  - Перигей: 510 км
  - Апогей: 726 км
  - Стартовая масса: 10.5 тонн.
  - Конечный вес: 1451.5 кг
  - Конец срока службы: 17 Сентября 1978
  - Международное обозначение: 1965-009A
- Пегас 2
  - Запуск: 25 May 1965
  - Ракета-носитель: A-104
  - Наклонение орбиты: 31,7°
  - Перигей: 502 км
  - Апогей: 740 км
  - Стартовая масса: 10.46 тонн.
  - Конечный вес: 1451.5 кг
  - Конец срока службы: 3 Ноября 1979
  - Международное обозначение: 1965-039A
- Пегас 3
  - Запуск: 30 July 1965
  - Ракета-носитель: A-105
  - Наклонение орбиты: 28,9°
  - Перигей: 441 км
  - Апогей: 449 км
  - Стартовая масса: 10.5 тонн.
  - Конечный вес: 1451.5 кг
  - Конец срока службы: 4 Августа 1969
  - Международное обозначение: 1965-060A